# Ukrainische griechisch-katholische Kirche
Die Ukrainische griechisch-katholische Kirche (UGKK; ukrainisch Українська греко-католицька церква; auch Ukrainische katholische Kirche nach byzantinischem Ritus oder Kiewer katholische Kirche) ist eine Teilkirche der römisch-katholischen Kirche. Sie untersteht deren Jurisdiktion, folgt aber dem byzantinischen Ritus in Liturgie und der geistlichen Praxis. Sie geht auf die Kirchenunion von Brest 1596 zurück.
Ihr gehören etwa 4,3 Millionen Gläubige in der Ukraine sowie Polen, den Vereinigten Staaten, Kanada, Südamerika, Australien und Westeuropa an. Damit ist sie die größte unter den mit Rom unierten Ostkirchen. Das gegenwärtige Oberhaupt der Kirche ist seit 2011 Großerzbischof Swjatoslaw Schewtschuk. Der Sitz der Kirche befindet sich in der Auferstehungskathedrale in Kiew.
Etwa 6 % der Ukrainer gehören der griechisch-katholischen Kirche an, wobei der Anteil in der Westukraine deutlich höher ist als in den übrigen Landesteilen. In der historischen Region Galizien (Oblaste Lwiw, Iwano-Frankiwsk und Ternopil) ist die griechisch-katholische Kirche sogar die größte Religionsgemeinschaft. In den meisten Oblasten der Zentral- und Ostukraine gehört ihr hingegen weniger als 1 % der Bevölkerung an.

## Geschichte

### Polen-Litauen

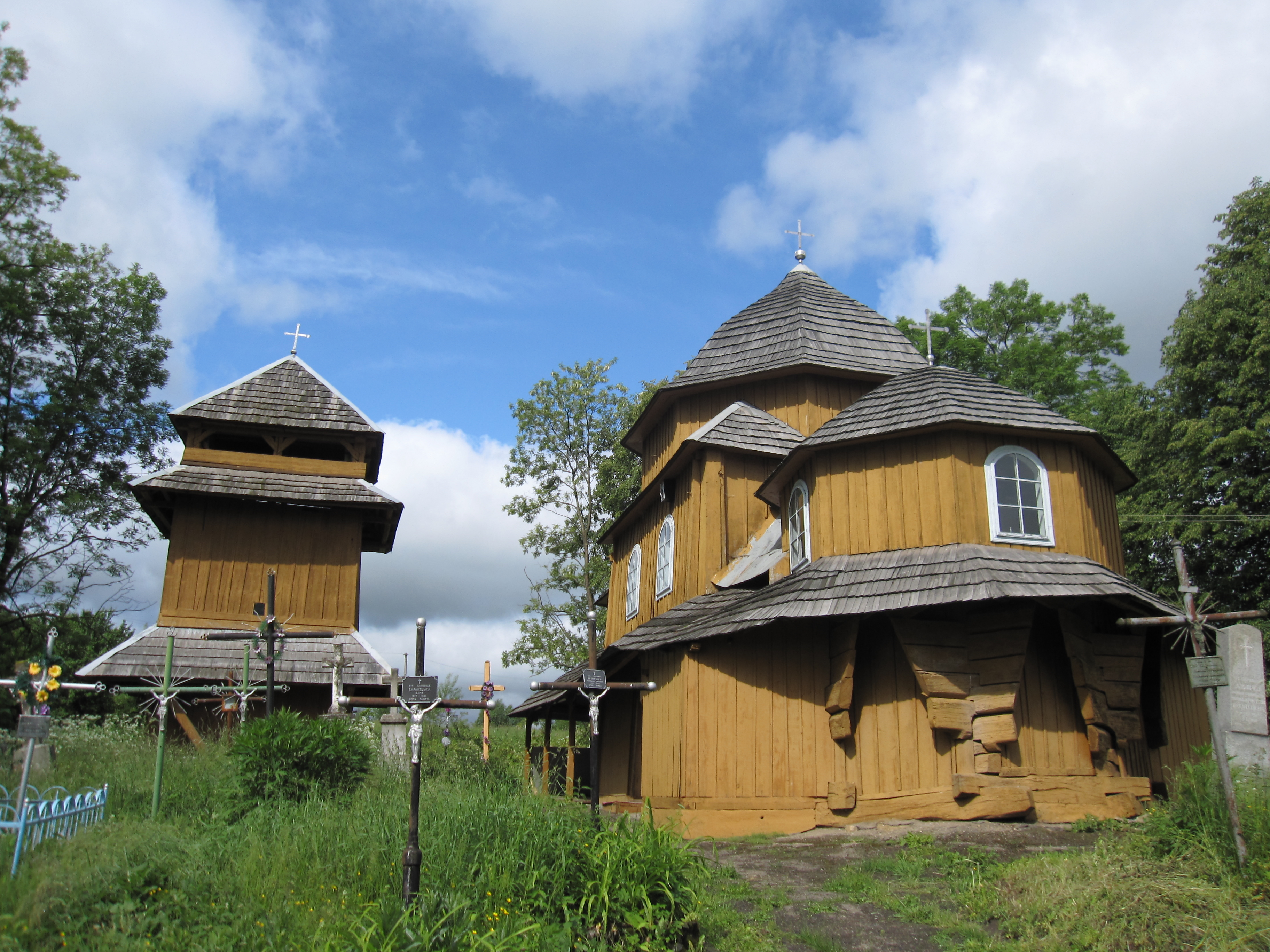
Die kleine Holzkirche und Glockenturm aus dem 17. Jahrhundert in der Ortschaft Selez im Westen der Ukraine sind architektonisch typisch für die Gegend

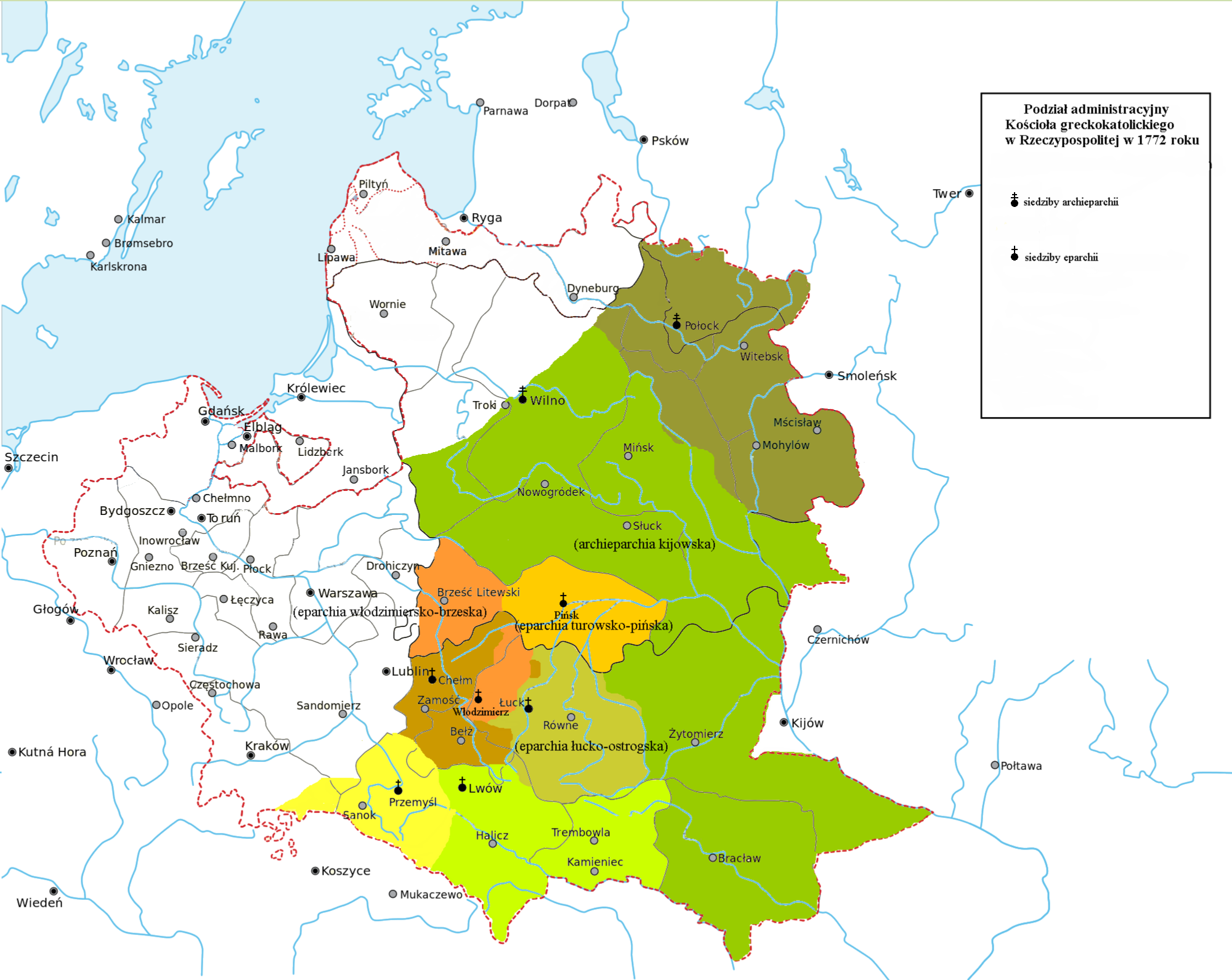
Griechisch-katholische Diözesen in Polen-Litauen, 1772

1596 unterschrieben sechs ruthenische orthodoxe Bischöfe mit Vertretern der römisch-katholischen Kirche in Polen-Litauen die Union von Brest. Sie unterstellten sich der Jurisdiktion und den Strukturen der römisch-katholischen Kirche, behielten dabei aber den byzantinischen Ritus in der Liturgie bei und einige orthodoxe Traditionen (Julianischer Kalender u. a.).
Oberhaupt war der Metropolit von Kiew, der allerdings meist in Wilna residierte.
Die Union wurde vom größten Teil des übrigen orthodoxen Klerus abgelehnt. Die Eparchien Przemyśl und Lwów blieben zunächst orthodox. In den übrigen Eparchien wurden fast alle Kirchen und Klöster in den nächsten Jahren der unierten Kirche unterstellt, teilweise gewaltsam.
In Kiew wurde 1620 wieder ein orthodoxer Metropolit eingesetzt, allerdings nur unter dem Schutz der Kosaken. Seit 1648 gehörte dieses Gebiet nicht mehr zu Polen-Litauen. Die unierte Kirche wurde dort aufgelöst. Im übrigen Polen-Litauen setzte sich die unierte Kirche bis zum Ende des 17. Jahrhunderts nahezu vollständig durch.

### Russisches Reich
Nach der ersten Teilung Polens 1772 kamen große Teile der ruthenischen Gebiete zum Russischen Zarenreich.
Im 19. Jahrhundert wurden die unierten Strukturen dort in die orthodoxe Kirche überführt.

### Galizien

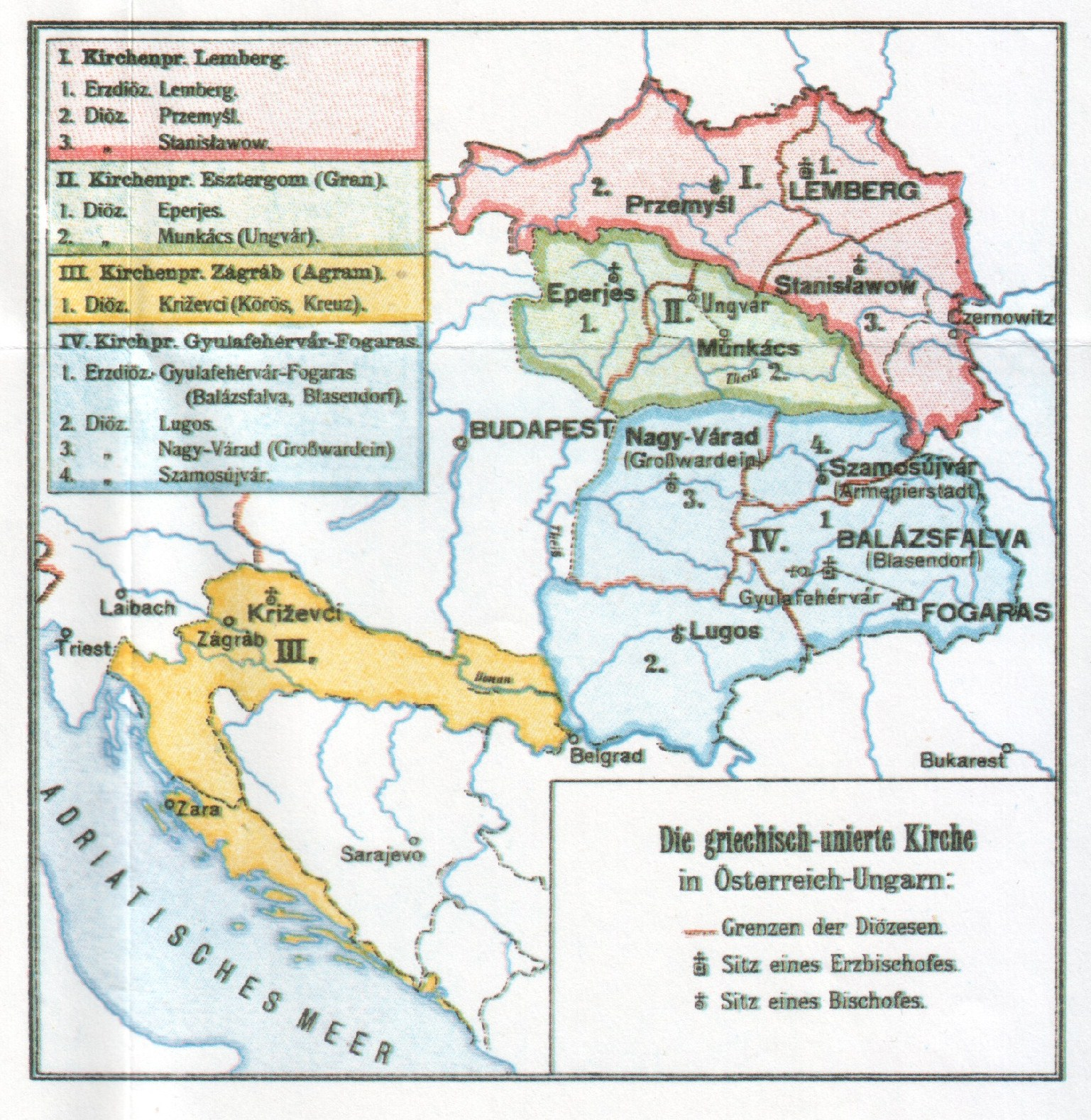
Gliederung der griechisch-katholischen Kirche in Österreich-Ungarn: die Ukrainische griechisch-katholische Kirche ging im Wesentlichen aus den unierten Diözesen der damaligen Kirchenprovinz Lemberg (rot) hervor

Die unierte Kirche konnte im österreichischen Galizien (1772–1918) unbeeinträchtigt fortbestehen. Mit der Eingliederung in die Zweite Polnische Republik (1918–1939) erlebten die Gläubigen in der Westukraine jedoch den Versuch einer Polonisierung. Erzbischof Andrej Scheptyzkyj wurde unter Hausarrest gestellt, und etwa 1000 Priester wurden interniert. Die Kirche entwickelte sich in den folgenden Jahren zu einer der Hauptstützen der ukrainischen Nationalbewegung.

### Ukrainische SSR
Nach dem Zweiten Weltkrieg wurden die galizischen Gebiete an die Ukrainische SSR angeschlossen. Die unierte Kirche wurde durch sowjetische Behörden mit der orthodoxen Kirche zwangsvereinigt; Priester und Ordensangehörige wurden verfolgt und ermordet. Hunderttausende von Gläubigen wurden verfolgt. Alle Bischöfe wurden inhaftiert und lediglich der Erzbischof von Lemberg Jossyf Slipyj 1963 aus der Haft entlassen. Er ging ins Exil nach Rom. Nach seinem Ableben im Jahr 1984 wurde wieder ein Großerzbischof ins Amt berufen.

### Neugründung 1990
Am 1. Dezember 1989 trafen sich Michail Gorbatschow und Papst Johannes Paul II. in Rom und schlossen ein Abkommen, das die UGKK wieder offiziell zuließ.
Die Wiedereröffnung der seinerzeit von den Sowjets geschlossenen Akademie in Lemberg folgte 1994. Im Jahr 2002 erhielt diese theologische Ausbildungsstätte, als erste und bislang einzige auf dem Gebiet der ehemaligen UdSSR, den Status einer katholischen Universität.

## Strukturen

### Oberhäupter

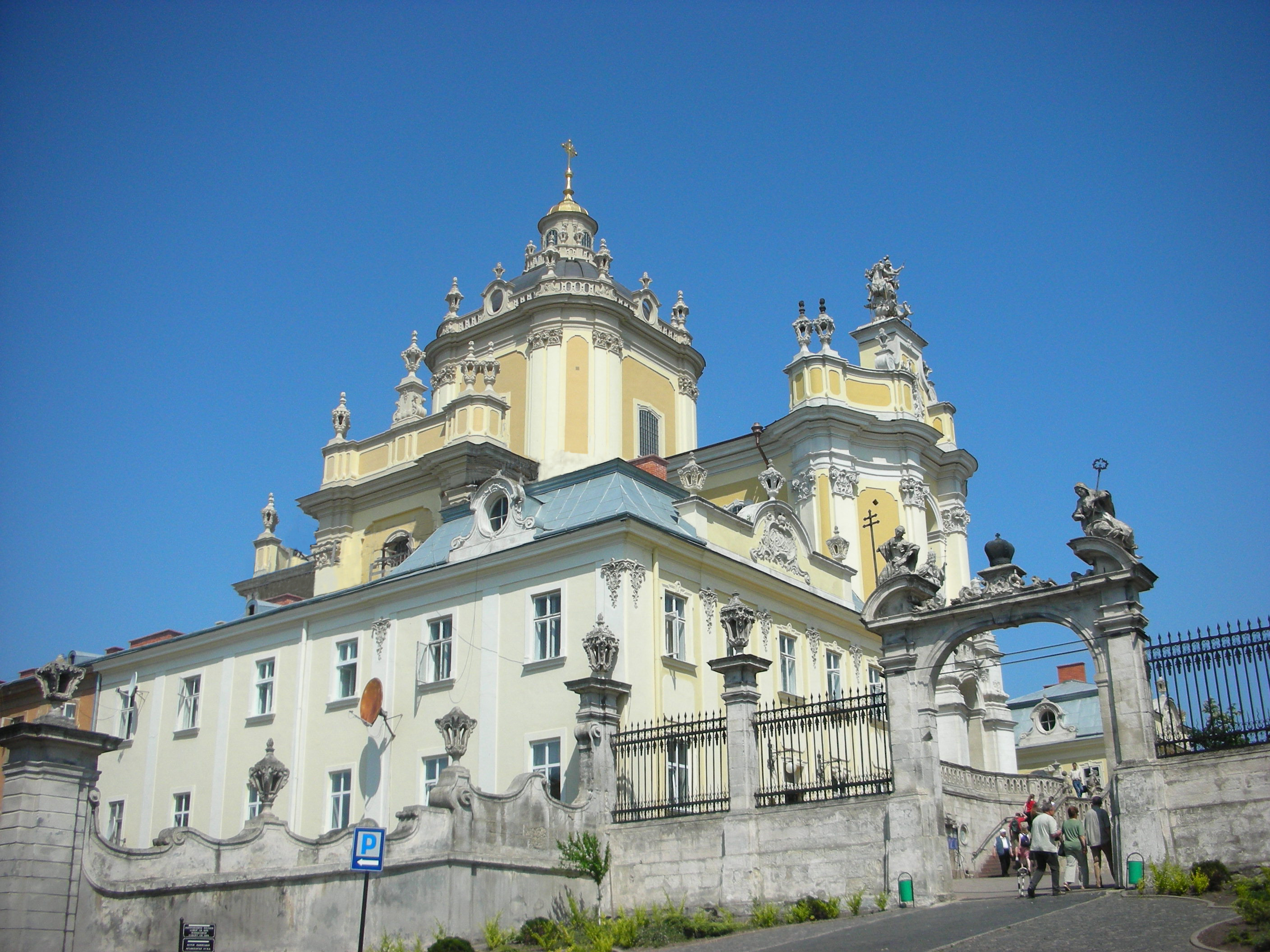
Die Sankt-Georgs-Kathedrale (Sobor sw. Jura) in Lemberg war im 18. und 19. Jahrhundert die Mutterkirche der griechisch-katholischen Kirche in Galizien.

Von der Union an bis etwa 1800 trug das Oberhaupt der unierten Kirche den Titel eines Metropoliten von Kiew. Er wurde aus dem Kreis der Bischöfe gewählt und trug den Titel zusätzlich zu seinem bischöflichen Titel und führte die Teilkirche von seinem Bistum aus. Im 19. Jahrhundert wurde der bisherige Titel aufgegeben und der Bischof von Lemberg zum Metropoliten erhoben. Von nun an residierte das Oberhaupt der Teilkirche beständig in Lemberg. Der 1944 gewählte Metropolit Jossyf Slipyj trug, obwohl er in Rom residierte, weiterhin den Titel eines Metropoliten und seit 1975 eines Großerzbischofs von Lemberg.
Sein zweiter Nachnachfolger, Kardinal Ljubomyr Husar, verlegte im Jahr 2005 den Sitz des Großerzbischofs in die ukrainische Hauptstadt Kiew und trug seitdem den Titel Großerzbischof von Kiew und Halytsch. Sein Nachfolger ist seit 2011 Swjatoslaw Schewtschuk.
Der Großerzbischof wird in der Liturgie mit dem angestrebten, aber nicht amtlichen Titel Patriarch kommemoriert. Lemberg ist weiterhin Sitz eines eigenen Erzbischofs.

### Diözesen
Die Kirche umfasst 30 Diözesen in der Ukraine und mehrere im Ausland.

#### Ukraine
Erzeparchien:

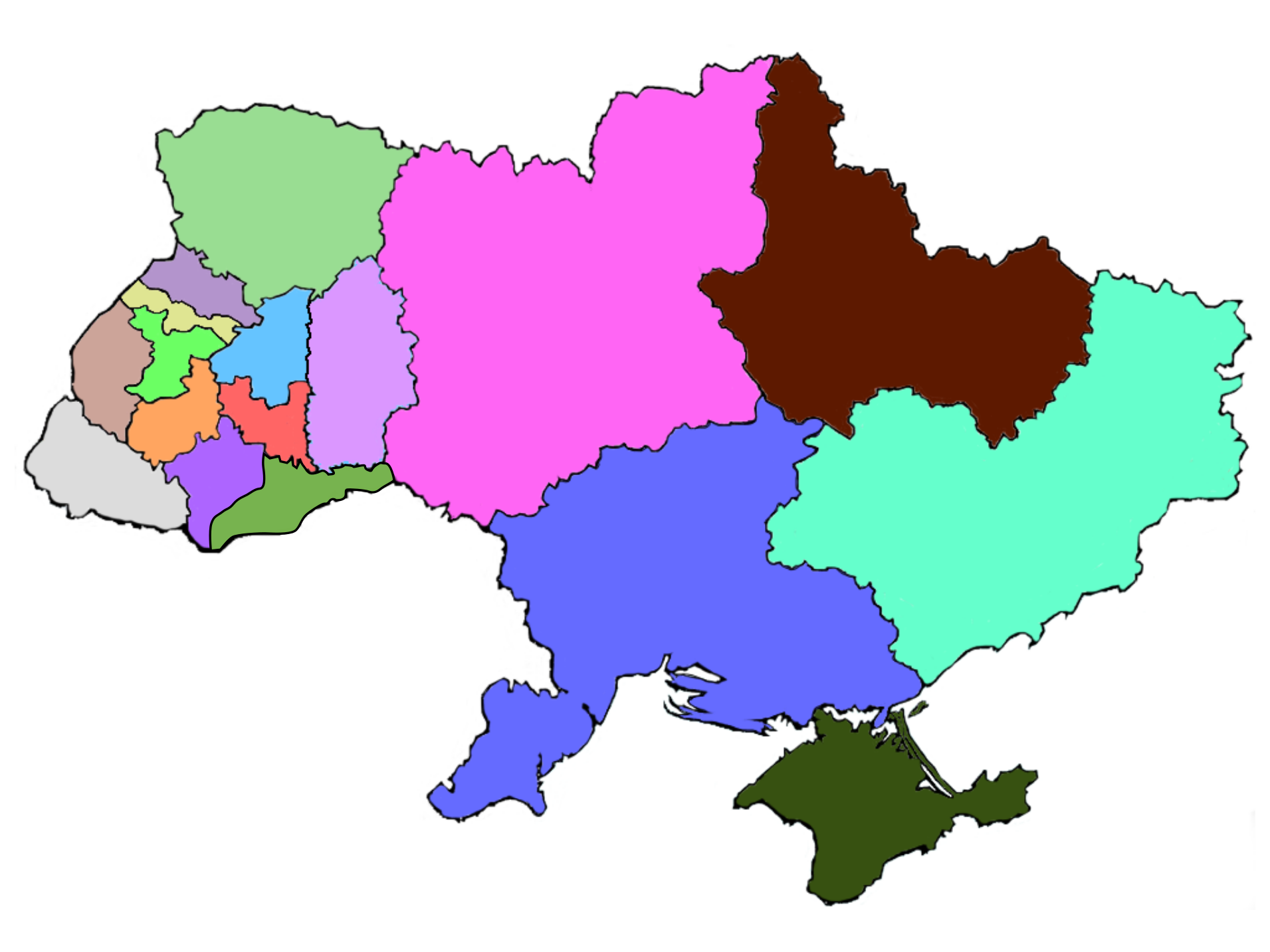
Karte der Eparchien in der Ukraine

1. Großerzbistum Kiew-Halytsch: Erzbischöfliches Exarchat Charkiw, Erzbischöfliches Exarchat Donezk, Erzbischöfliches Exarchat Luzk, Erzbischöfliches Exarchat Krim, Erzbischöfliches Exarchat Odessa
2. Erzeparchie Kiew
3. Erzeparchie Lemberg: Eparchie Sambir-Drohobytsch, Eparchie Sokal-Schowkwa, Eparchie Stryj
4. Erzeparchie Ternopil-Sboriw: Eparchie Butschatsch, Eparchie Kamjanez-Podilskyj
5. Erzeparchie Iwano-Frankiwsk: Eparchie Kolomyia, Eparchie Tscherniwzi

#### Argentinien
1. zur Kirchenprovinz Buenos Aires: Eparchie Buenos Aires

#### Australien
1. zur Kirchenprovinz Melbourne: Eparchie Melbourne

#### Brasilien
1. Erzeparchie Curitiba: Eparchie Prudentopolis

#### Deutschland
1. Immediat: Apostolisches Exarchat Deutschland und Skandinavien

#### Frankreich
1. Eparchie Paris

#### Vereinigtes Königreich
1. Eparchie London

#### Italien
1. Apostolisches Exarchat Italien

#### Kanada
1. Erzeparchie Winnipeg: Eparchie Edmonton, Eparchie New Westminster, Eparchie Saskatoon, Eparchie Toronto

#### Polen
1. Erzeparchie Przemyśl-Warschau: Eparchie Breslau-Koszalin, Eparchie Olsztyn-Danzig

#### Österreich
1. Ordinariat für die Gläubigen der katholischen Ostkirchen in Österreich (Ordinarius: Christoph Kardinal Schönborn, Protosyncellus: Yuryi Kolasa)

#### Vereinigte Staaten
1. Erzeparchie Philadelphia: Eparchie Parma, Eparchie Chicago, Eparchie Stamford

#### Strukturen im deutschen Sprachraum
Seit 1959 besteht die Exarchie für katholische Ukrainer des byzantinischen Ritus in Deutschland und Skandinavien. In Österreich werden die ukrainischen Katholiken, die dem byzantinischen Ritus angehören, vom Ordinariat für die Gläubigen der katholischen Ostkirchen betreut, dem zurzeit in Personalunion der Erzbischof von Wien vorsteht. Hauptsitz ist die griechisch-katholischen Zentralpfarre St. Barbara. Es gibt sechs Gemeinden, in Wien, Linz, Salzburg, Graz, Innsbruck und Feldkirch.

## Kirchliches Leben

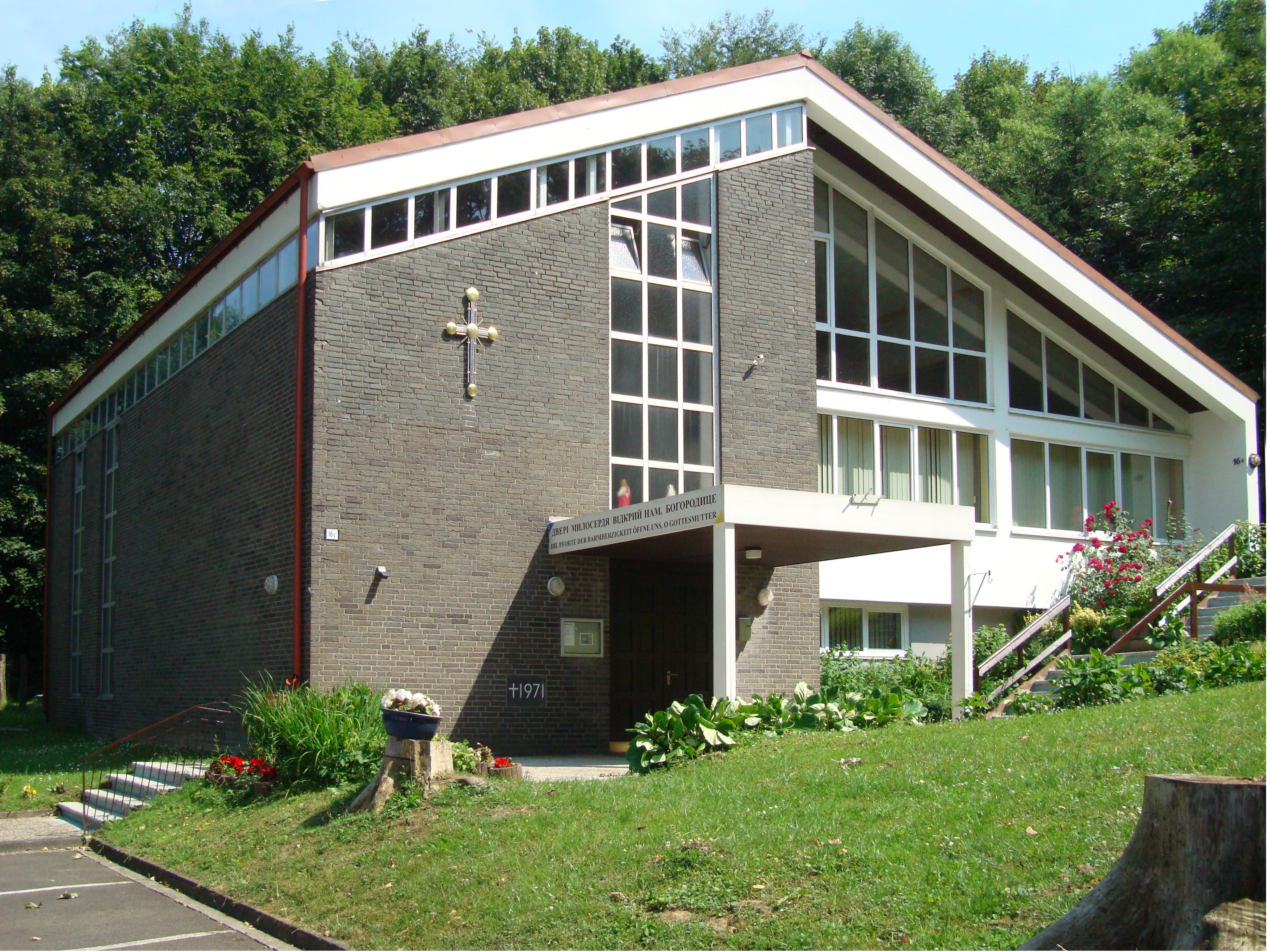
Eine ukrainische griechisch-katholische Kirche in Bielefeld

Die Liturgie der ukrainischen griechisch-katholischen Kirche (UGKK) wird nach byzantinischem Ritus gefeiert. Die Sprache im Gottesdienst ist ukrainisch, nicht kirchenslawisch. Der Pfarrklerus kann vor der Weihe die Ehe eingehen. In der UGKK gibt es den Orden der Basilianer des hl. Josaphat, der Studiten und den der Basilianerinnen vom hl. Basilius dem Großen. In Brasilien ist das der Kirche zugehörige Instituto Secular das Catequistas do Sagrado Coração de Jesus (Säkularinstitut) beheimatet.
Bis 1946 stellte die UGKK in der Westukraine nach absoluten Zahlen die größte Gruppe der Christen. Seitdem ist die Zahl der Orthodoxen erheblich angewachsen, wobei seit der ukrainischen Unabhängigkeit die innerorthodoxen Spannungen und ideologischen und kirchenorganisatorischen Spaltungen zwischen moskautreuen und nationalkirchlich gesinnten ukrainischen Orthodoxen zunehmen und auch das schwierige Verhältnis zur UGKK bestimmen. In Galizien gab es 1999 über 189 Gemeinden der moskautreuen ukrainischen orthodoxen Kirche (UOK, in der Jurisdiktion des Moskauer Patriarchats), 798 Gemeinden der ukrainischen autokephalen orthodoxen Kirche (UAOK) und 197 Gemeinden der ukrainischen orthodoxen Kirche des Kiewer Patriarchats (UOK-PK). Die beiden letzteren, die nicht kanonisch waren, versuchten das durch die Betonung der Ideen von nationaler Wiedergeburt und Staatsaufbau auszugleichen. Eine zentrale Bedeutung für den kirchlichen Frieden im Land wird der Normalisierung der Beziehungen zwischen der UGKK und der kanonischen UOK sowie dem Respekt seitens der UGKK vor den kanonischen Entscheidungen der Gesamtorthodoxie hinsichtlich der beiden anderen orthodoxen Kirchen in der Ukraine zugemessen.